# الرجل الخارق (أنمي)
الرجل الخارق مسلسل أنمي ياباني من إنتاج إستديو سنرايز عرض لأول مره في 4 أبريل 1979 واستمر حتى 26 مارس 1980 . يتكون من 50 حلقة .